# Sarcófago

Sarcófago egipcio de Ibi, en el Museo Egipcio de Turín.

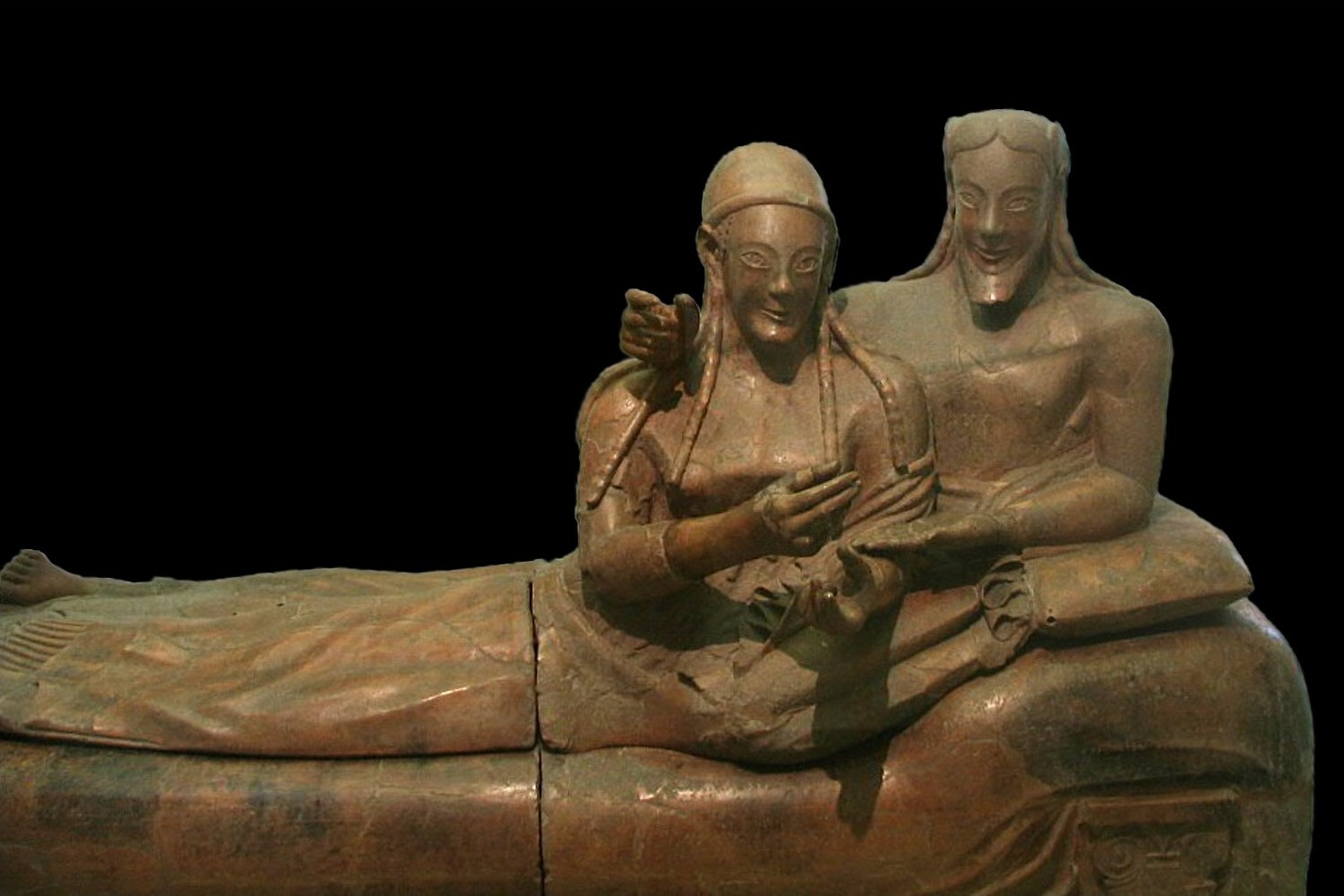
Sarcófago de los esposos, en el Museo Nacional Etrusco de Villa Giulia.

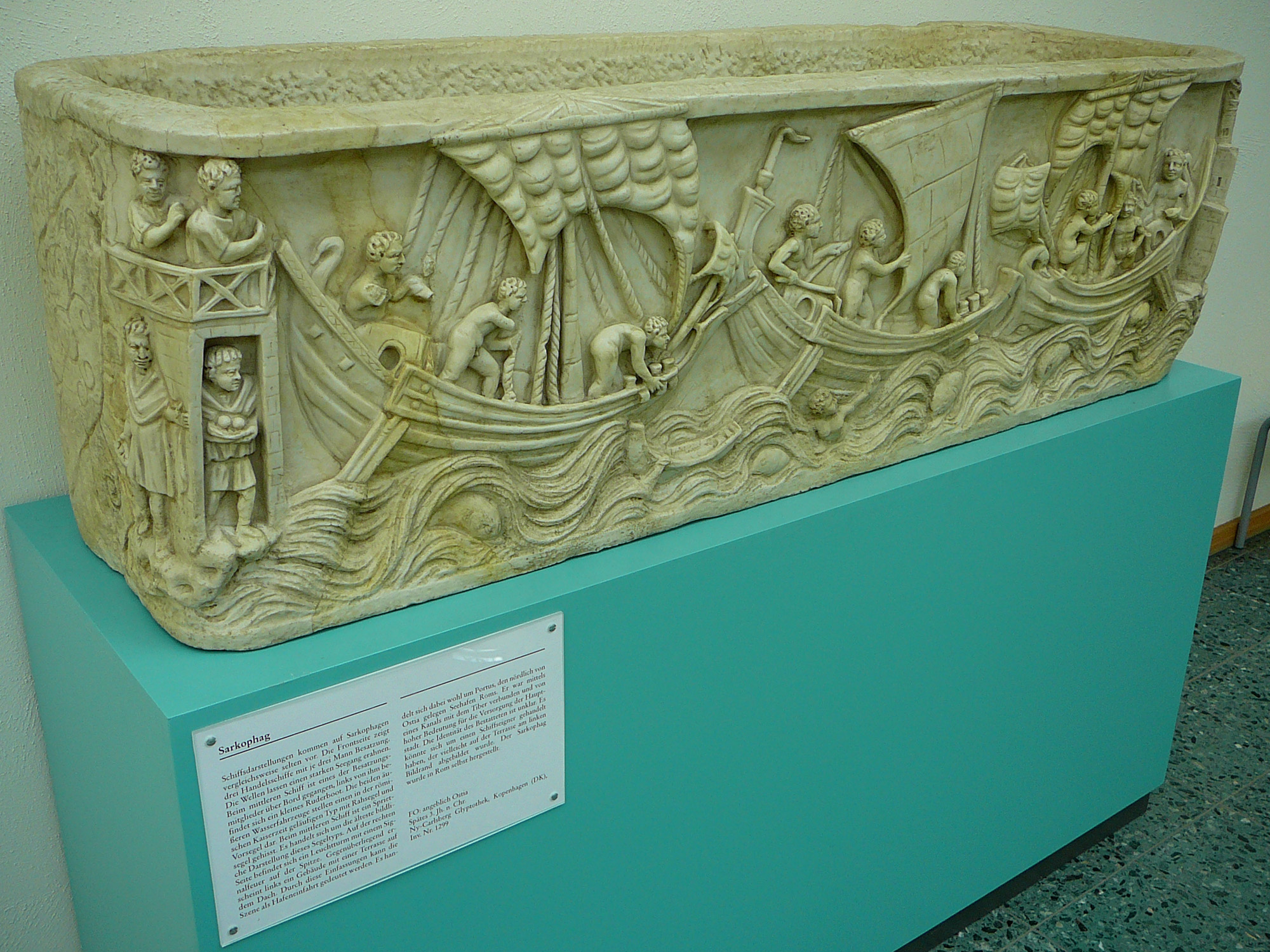
Sarcófago romano, en el Museo de la antigua construcción naval, de Maguncia.

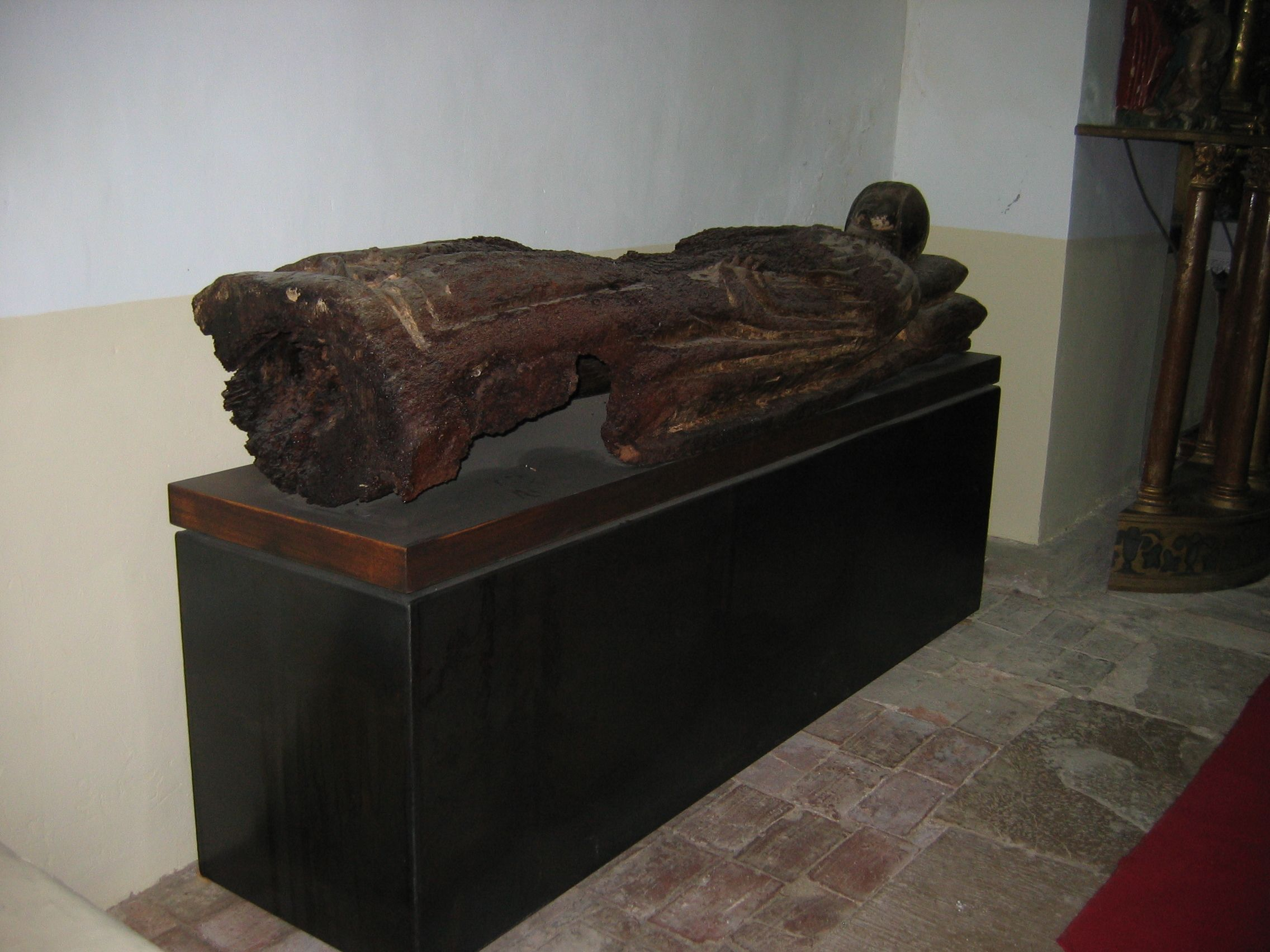
Sarcófago medieval de madera en la Iglesia de Nuestra Señora de la Asunción en Osorno la Mayor (Palencia, Castilla y León).

Un sarcófago es un recipiente, generalmente tallado en piedra, destinado a contener un cadáver. En el Antiguo Egipto, los sarcófagos de la realeza albergaban por lo menos un féretro, generalmente de madera, donde se custodiaba la momia del difunto que previamente era sometido a un proceso de embalsamamiento.

## Etimología
Procede del latín sarcophagus, siendo este la transcripción de σαρκοφάγος, palabra griega compuesta σαρκος - φαγος, que en castellano se traduciría como «el que devora la carne». La palabra proviene de la expresión lithos sarkophagos (λιθος σαρκοφάγος). La explicación del nombre surge con Eratóstenes y la recoge Plinio el Viejo. Comentan que el nombre se debía a que los griegos los construían con un tipo de piedra calcárea muy porosa procedente de las canteras de Asos, en la Tróade, que en poco tiempo consumía los cadáveres.

## Historia
Muchos sarcófagos fueron construidos para permanecer en mausoleos, templos o criptas visitables, y por tanto solían estar elaborados, tallados, o adornados esmeradamente.
En el Antiguo Egipto el sarcófago estaba relacionado con los rituales de embalsamamiento y momificación, tendentes a conseguir la vida eterna. Los sarcófagos eran depositados en mastabas, pirámides, hipogeos, y otros tipos de sepulturas o edificaciones funerarias. Son destacables los sarcófagos antropomorfos elaborados en piedra, oro, plata o madera policromada. Es célebre el de Tutankamon (Tut-anj-Amón), faraón de la dinastía XVIII, descubierto por Howard Carter en el Valle de los Reyes, frente a Tebas. Estaba elaborado en cuarcita y albergaba tres féretros y la momia, que portaba una máscara funeraria de oro y piedras preciosas.
En Etruria, durante los siglos III y II a. C., se elaboraron sarcófagos de terracota (como el Sarcófago de los esposos, del siglo VI a. C.).
Los sarcófagos, tanto de metal o yeso así como de piedra caliza, también fueron utilizados por los romanos hasta que apareció la costumbre cristiana del enterramiento en sepulcros, con lo que cayó en desuso el sarcófago.
Ejemplos de sarcófagos paleocristianos:
- Sarcófago de Junio Baso, de ca. 340 o 359 d. C.[4]
- Sarcófago paleocristiano de Martos

Con la llegada de la Edad Media, la costumbre de elaborar sarcófagos para los dignatarios y monarcas vestidos con sus regalías más suntuosas, tallándolos yaciendo plácidamente como si durmiesen, cada vez aumentó más. A finales de la Edad Media, y con la llegada del Renacimiento, una serie de símbolos aparecieron paulatinamente, donde leones, perros y otros animales aparecían bajo los pies del difunto tallado, reflejando su supremacía. También junto a los personajes eclesiásticos y laicos, ángeles sostenían un manto por encima de él, o sencillamente portaban el escudo de armas de la familia.
Estos ricos tallados en los sarcófagos fungen como una valiosa referencia para conocer las armaduras y vestimenta de la época, definir la heráldica y simbolismo en torno a esa persona y su dignidad, e inclusive, atrevidamente para definir los rasgos físicos, fisonómicos, del personaje histórico.
Los sarcófagos adosados a un nicho de un muro de un edificio, rematado por un arcosolio son denominados lucillos.

## Otros significados
- La palabra sarcófago también fue utilizada para describir la gran estructura erigida en torno a los restos de la central nuclear de Chernóbil para aislarla del entorno, tras el accidente de Chernóbil.
- El nombre de la mosca de la familia Sarcophagidae tiene la misma raíz pero distinto significado. Es conocida vulgarmente como moscarda de la carne porque sus larvas se desarrollan en la carroña y el estiércol, así como en los tejidos vivos de las personas y otros animales.